# Браца Петров
Борислав Браца Петров (Босански Брод, 14. фебруар 1921 — Панчево, 6. март 1942) био је комунистички револуционар и учесник Народноослободилачке борбе.

## Биографија
Рођен је 14. фебруара 1921. године у Босанском Броду. Године 1923. његова породица преселила се у Вршац, где је завршио основну школу и гимназију.
Године 1938. постао је члан Савеза комунистичке омладине Југославије, а убрзо затим и секретар Месног комитета СКОЈ-а за Вршац. У јесен 1939. године је примљен у чланство Комунистичке партије Југославије и постао је члан Покрајинског комитета СКОЈ-а за Војводину. Августа 1940. године на Петој покрајинској конференцији Савеза комунистичке омладине Југославије, изабран је за секретара Покрајинског комитета СКОЈ-а за Војводину.
Током 1940. године био је један од покретача и сарадник часописа „Млади радник“ у Новом Саду. На Шестој покрајинској конференцији КПЈ за Војводину, изабран је за члана Покрајинског комитета КПЈ за Војводину. Крајем јануара 1941. године, приликом реорганизације Покрајинског комитета СКОЈ-а, упућен је на партијски рад у Београд, где је студирао на Правном гакултету.
После Априлског рата и окупације Краљевине Југославије, 1941. године, прешао је у Панчево, где је као члан Окружног комитета КПЈ за јужни Банат учествовао у припремама оружаног устанка. Децембра исте године постао је секретар ОК КПЈ за јужни Банат. Живео је у дубокој илегалности, вршећи све обавезе и дужности које је тражила његова функција.
Почетком марта 1942. године, окупатор је дознао његово илегално боравиште на периферији Панчева. Кућу у којој се налазио, 6. марта 1942. године опколила је полиција и немачка војска, и позвала га да се преда. Поред Браце, у кући се тада налазила његова сестра Јелисавета Беба Петров и Славко Томић Станко, чланови ОК КПЈ за јужни Банат. Одбивши да се предају без борбе, пружили су отпор непријатељу. Када је окупатор најзад ушао у кућу, Браца је био мртав, а његова сестра и друг су били тешко рањени и умрли су истог дана. Међу уништеним партијским материјалом, нађена је порука - „Ми умиремо за слободу народа“.
Брацина супруга Олга Петров, која је такође била учесница Народноослободилаке борбе, стрељана је маја 1942. године на Бањици, а касније је проглашена за народног хероја.
Гимназија у Вршцу и једна Основна школа у Панчеву носе име „Борислав Петров Браца”.